# Papilota

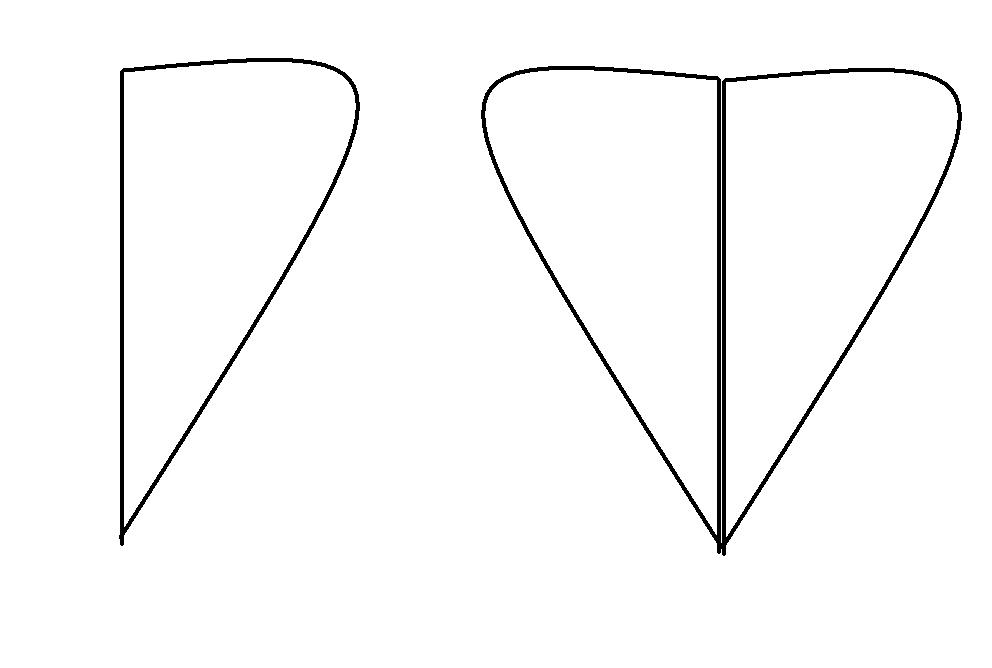
Papilota

Papilota je označení pro kuchařskou pomůcku, sloužící k úpravě pokrmů ve vysoké gastronomii. 
Samotnou papilotou se rozumí papírová či alobalová kapsa ve tvaru srdce, do které se vkládají syrové nebo málo tepelně zpracované pokrmy. Dále se pokračuje vložením papiloty do horkovzdušné trouby. Díky efektu tvořící se páry se papilota vždy "nafoukne" a zvětší tak svůj objem. Vůně horké páry je první ochutnání pokrmu při otevírání papiloty samotným strávníkem.
Jedná se o vyšší formu složité obsluhy, kdy host si sám otevírá papilotu a vnímá tak všemi smysly (čich, zrak, chuť, hmat).